# Just in Case We'll Never Meet Again (Soundtrack for the Cassette Generation)
Just in Case We'll Never Meet Again (Soundtrack for the Cassette Generation) è il terzo album del gruppo post-rock italiano Klimt 1918 pubblicato nel 2008 (20 giugno 2008 in Germania e il 23 e 24 giugno rispettivamente nel resto del mondo e negli USA).

## Tracce
1. The Breathtaking Days (Via Lactea) -
2. Skygazer -
3. Ghost of a Tape Listener -
4. The Graduate -
5. Just an Interlude in Your Life -
6. Just in Case We'll Never Meet Again -
7. Suspense Music -
8. Disco Awayness -
9. Atget -
10. All Summer Long -
11. True Love is the Oldest Fear -

## Formazione
- Marco Soellner - voce, chitarra
- Francesco Conte - chitarra
- Davide Pesola - basso
- Paolo Soellner - batteria